# Odilon Barrot
Camille Hyacinthe Odilon Barrot (19 . července 1791 Villefort – 6. srpna 1873 Bougival) byl francouzský politik, který byl v letech 1848–1849 předsedou vlády (ve funkci byl 10 měsíců a 11 dní).

## Život
Jeho otec, advokát z Toulouse, byl během francouzské revoluce členem Národního konventu, kde mj. hlasoval proti smrti Ludvíka XVI. Odilon studoval slavnou vojenskou školu v Saint-Cyr, ale později přešel na Lycee Napoleon, aby studoval práva. V roce 1811 byl přijat do pařížské advokátní komory.  
Pracoval v kanceláři politika Jeana Mailheho, který byl advokátem před Státní radou a kasačním soudem. Barrot ho nakonec v obou funkcích vystřídal, když se Mailhe stal nepohodlný pro nový restaurační režim. Také Barrot však neskrýval opoziční naladění vůči Bourbonům. Za svůj odpor proti zákonu, podle kterého mohla být každá osoba zatčena a uvězněna na základě zatykače podepsaného třemi ministry, byl roku 1820 předvolán před porotní soud, ale byl osvobozen. Ačkoli se důvěrně stýkal s Lafayettem a dalšími, nepodílel se na jejich plánech na svržení vlády. V roce 1827 se nicméně připojil k opozičnímu hnutí Aide-toi, le ciel t'aidera vedenému Françoisem Guizotem.
Během revoluce v roce 1830 vstoupil do národní gardy a aktivně se revoluce účastnil. Na rozdíl od radikálních republikánů však podporoval konstituční monarchii (která se také nakonec prosadila a je známa jako červencová monarchie). Byl jedním ze tří komisařů vybraných k eskortování Karla X. z Francie. Roku 1830 byl prvně zvolen do Národního shromáždění (a byl jeho členem nepřetržitě až do roku 1851). Poté byl jmenován prefektem departementu Seina. Jeho ústupky pařížské lůze mu zajistily velké nepřátelství konzervativců. On sám byl ale s vývojem také nespokojen, vytrvale naléhal na "rozšíření základů monarchie". Den po demonstraci v červnu 1832, u příležitosti pohřbu generála Lamarqua, se nepřímo stal mluvčím nespokojených demokratů v rozhovoru s Ludvíkem Filipem, který je podrobně popsán v jeho pamětech.
V roce 1846 podnikl cestu po Blízkém východě. Vrátil se právě včas, aby se stihl zúčastnit příprav nové revoluce. V podstatě se jí chtěl ale vyhnout. Držel se víceméně programu z roku 1830 a usiloval o volební reformu, která by revoluci odvrátila. Svou výřečností na mnoha banketech nespokojenců však fakticky revoluci razil cestu. Když revoluce v roce 1848 vypukla, smířil se nakonec s republikánským zřízením a zapojil se do politického dění nově vzniklé druhé republiky. Podporoval zejména generála Cavaignaca.
Ve volbách prezidenta republiky v prosinci 1848 Ludvík Napoleon Cavaignaca porazil, přesto si nový prezident vybral právě Barrota jako hlavu nové vlády (a ministra spravedlnosti). Šlo o Napoleonův chytrý tah, jak zmírnit napětí ve společnosti. Dne 2. června 1849 vznikl nový kabinet, v jehož čele stál opět Barrot. De Tocqueville se stal ministrem zahraničních věcí. Napoleon vládu rozpustil 31. října 1849. Barrot se patrně prezidentem nechal chytit do pasti: doufal, že se mu podaří ve funkci premiéra prosadit liberální opatření, ale prezident mu na ně nedal čas a vykopl ho z vlády ihned, jakmile bylo jasné, že otevřený konflikt ve společnosti byl odvrácen.
Po Napoleonově státním převratu v prosinci 1851 byl Barrot jedním z těch, kteří se snažili obvinit Napoleona z velezrady. Na krátkou dobu byl kvůli tomu uvězněn. Po propuštění se na deset let stáhl z aktivní politiky. Znovu byl do ní vtažen, jakmile Napoleon zřídil post premiéra pro Émila Olliviera v roce 1869. Barrot si od Olliviera sliboval reformy a přijal předsednictví mimoparlamentního výboru pro decentralizaci. Ollivier však zásadní reformy nestihl a místo toho zemi zatáhl do zničující války s Pruskem. V důsledku padl režim druhého císařství a vznikla třetí republika. Barrot pak byl jmenován Adolphem Thiersem předsedou státní rady, což byl však úřad bez velkých pravomocí. Zastával ho navíc jen asi rok, než zemřel.